# Lonnie Bunch
Lonnie G. Bunch III (née le 18 novembre 1952) est un éducateur et historien américain. Bunch est le 14e Secrétaire de la Smithsonian Institution, premier Afro-américain et premier historien à diriger la Smithsonian Institution. Il passe la majeure partie de sa carrière en tant que conservateur et administrateur de musée d'histoire.
Bunch est directeur fondateur du Musée national de l'histoire et de la culture afro-américaines (NMAAHC) de 2005 à 2019. Il est précédemment président et directeur du Musée d'histoire de Chicago (Chicago Historical Society) de 2000 à 2005. Dans les années 1980, il est le premier conservateur du California African American Museum, puis conservateur du Musée national d'histoire américaine, où, dans les années 1990, il prend la tête des affaires de conservation. En 2020, il est élu à la Société américaine de philosophie.

## Jeunesse
Bunch est né à Newark, New Jersey, en 1952  de Lonnie Bunch II (un professeur d'école publique de sciences et de chimie) et de Montrose Bunch (un professeur d'école publique de troisième année) tous deux diplômés de l'Université Shaw, un des plus anciennes HBCU du Sud. Il grandit à Belleville, dans le New Jersey, où sa famille est la seule afro-américaine de son quartier. Son grand-père, ancien métayer, s'installe dans le quartier comme l'un des premiers dentistes noirs de la région. Enfant, il subit le racisme des adolescents blancs de son quartier. Bunch attribue à ses expériences d'enfance avec des immigrants italiens locaux et à sa lecture de biographies dans sa jeunesse l'avoir inspiré à étudier l'histoire. Il voulait donner une voix à ceux qui étaient "anonymes" ou dont on n'a pas d'écrit. Réfléchissant en 2011 sur les premières expositions, Bunch déclare: "J'étais au collège et nous lisions des biographies de personnages historiques. Je me souviens d'un sur Gen. 'Mad Anthony' Wayne, et un sur Clara Barton, et Dorothea Dix. J'ai pensé : 'N'y avait-il pas d'histoires de Noirs ?' Un jour, je fouillais dans la malle de mon grand-père et j'ai trouvé un livre sur les soldats noirs de la Première Guerre mondiale. Je l'ai dévoré.".
Il est diplômé de Belleville High School en 1970. Bunch a fréquenté l'Université Howard  mais est transféré à l'Université américaine de Washington, DC, où il obtient son B.A. et sa maîtrise en histoire américaine et en histoire africaine,.

## Carrière professionnelle
Bunch commence à travailler à la Smithsonian Institution alors qu'il travaille sur sa maîtrise. Après avoir obtenu son diplôme, il est embauché comme professeur d'histoire à l'Université du Maryland. En 1983, il devient le premier conservateur du California African American Museum. Il travaille comme conservateur au Musée national d'histoire américaine de 1989 à 1994. Il est promu directeur associé des affaires de conservation au musée avant de partir en 2000 pour devenir président de l'un des plus anciens musées de l'histoire du pays, le Musée d'histoire de Chicago (Chicago History Museum), de 2001 à 2005. À Chicago, il mène une campagne de financement et encourage la sensibilisation de diverses communautés. Une exposition remarquée, Teen Chicago, porte sur la vie des adolescents.
En 2005, Bunch est nommé directeur du National Museum of African American History and Culture de la Smithsonian Institution. En tant que directeur fondateur, il conçoit un programme d'expositions itinérantes et d'événements publics avant l'ouverture du musée.
Il siège également à la Commission pour la préservation de la Maison-Blanche sous l'administration George W. Bush  et est renommé à la Commission par le président Barack Obama en 2010.
Le 28 mai 2019, Bunch est élu secrétaire de la Smithsonian Institution. Il devient le premier historien et le premier Afro-Américain à diriger le Smithsonian au cours de ses 173 ans d'histoire, prenant son nouveau poste le 16 juin 2019 . Le 12 février 2021, Bunch est nommé à la Commission mandatée par le Congrès sur la dénomination des éléments du ministère de la Défense qui commémorent les États confédérés d'Amérique ou toute personne ayant servi volontairement avec les États confédérés d'Amérique.
Il est le commissaire de l'exposition du Musée national d'histoire américaine La présidence américaine : un fardeau glorieux . L'exposition est organisée, construite et inaugurée en huit mois.
En 2011, il reçoit le Prix de reconnaissance communautaire de la Jackie Robinson Society , en 2017, il devient membre de d'Académie américaine des arts et des sciences et reçoit le prix du président de la NAACP. En 2018, il reçoit le Prix Phi Beta Kappa pour services distingués à l'humanité  et en 2020 le Prix Dan-David .